# クルト・シュレーダー
クルト・シュレーダー（Kurt Schröder, 1888年9月6日 - 1962年1月5日）は、ドイツの指揮者、作曲家。

## 経歴
1888年、ハーゲナウ生まれ。ロストックとベルリンで哲学とドイツ学および音楽学を修める。その後、ケムニッツの歌劇場のコレペティートル、ホジュフやヒルデスハイムの歌劇場の指揮者を経て、1918年にケーニヒスブルクの歌劇場の音楽監督に就任。その後、コーブルク歌劇場音楽総監督、ミュンスター歌劇場音楽監督を歴任し、1923年にはケルン歌劇場の第一楽長となった。
一方で1930年頃から映画音楽の仕事も始め、1933年からロンドンに移り、アレクサンダー・コルダの映画会社のロンドン・フィルムで映画音楽の作曲等を担当した。第二次世界大戦終結後にドイツに戻り、1946年から1953年までヘッセン放送交響楽団の首席指揮者として活動した。
1962年、フランクフルト・アム・マインにて没。。

## 註
1. ↑  Chefdirigent: 1946–1953: Kurt Schröder | Kultur | hr-online.de
2. ↑  Kurt Schröder - IMDb

| スタブアイコン | サブスタブ | この項目は、まだ閲覧者の調べものの参照としては役立たない、人物に関連した書きかけの項目です。この項目を加筆・訂正などしてくださる協力者を求めています（P:人物伝/PJ:人物伝）。 |